# Honoré Gabriel de Riqueti, comte de Mirabeau

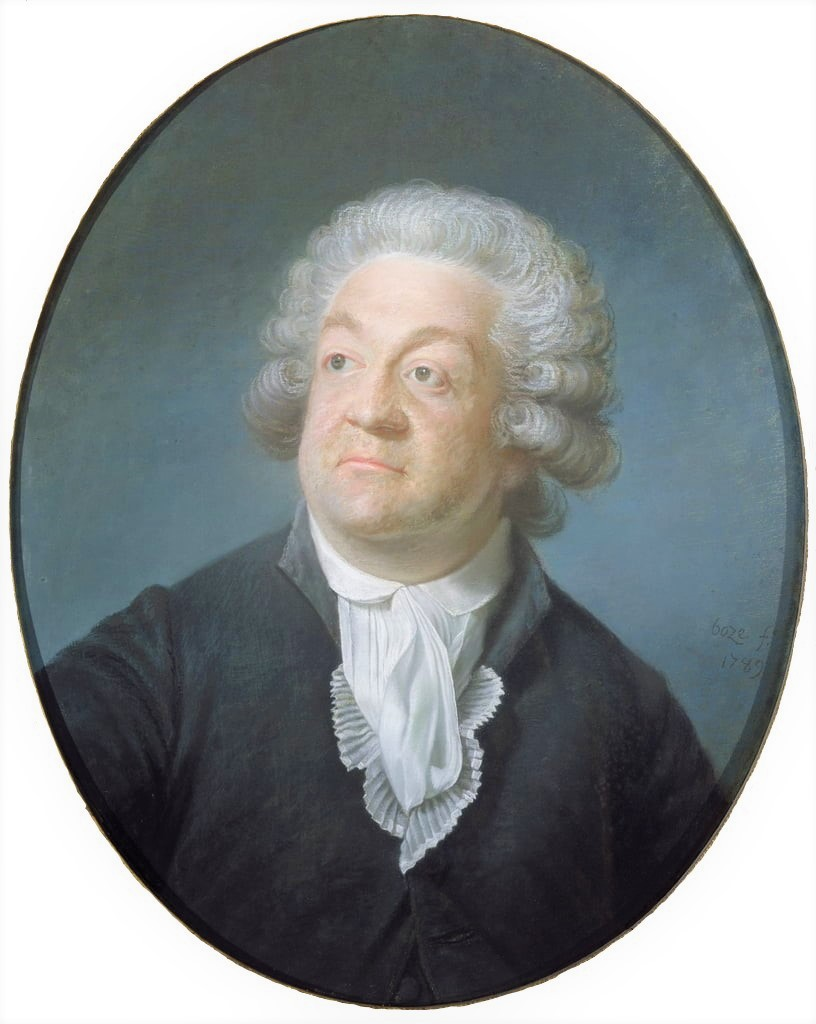
Gabriel de Riqueti Graf von Mirabeau, Porträt von Joseph Boze, 1789.
Mirabeaus Unterschrift:

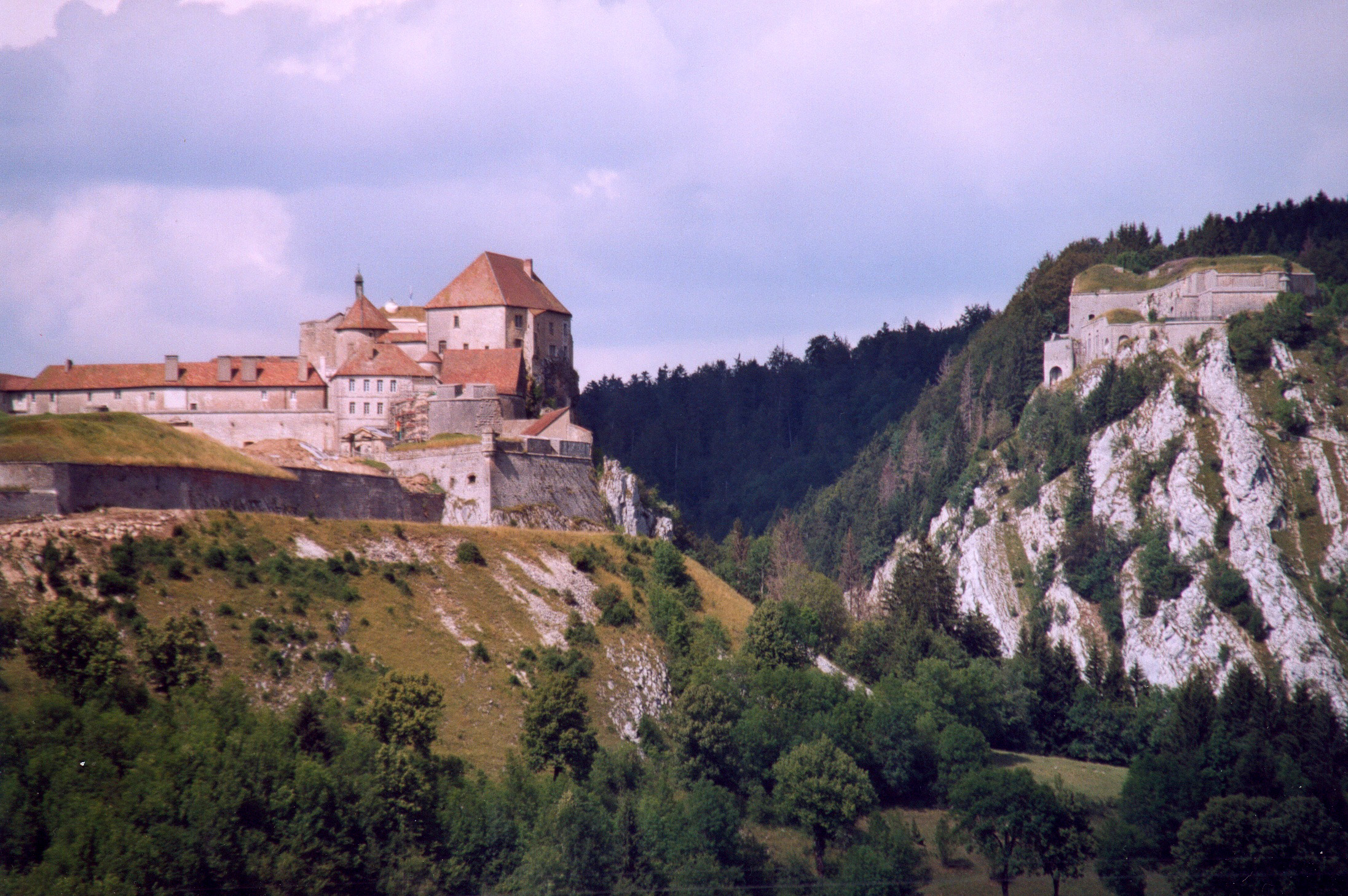
Das Fort de Joux, eine seiner Haftstätten

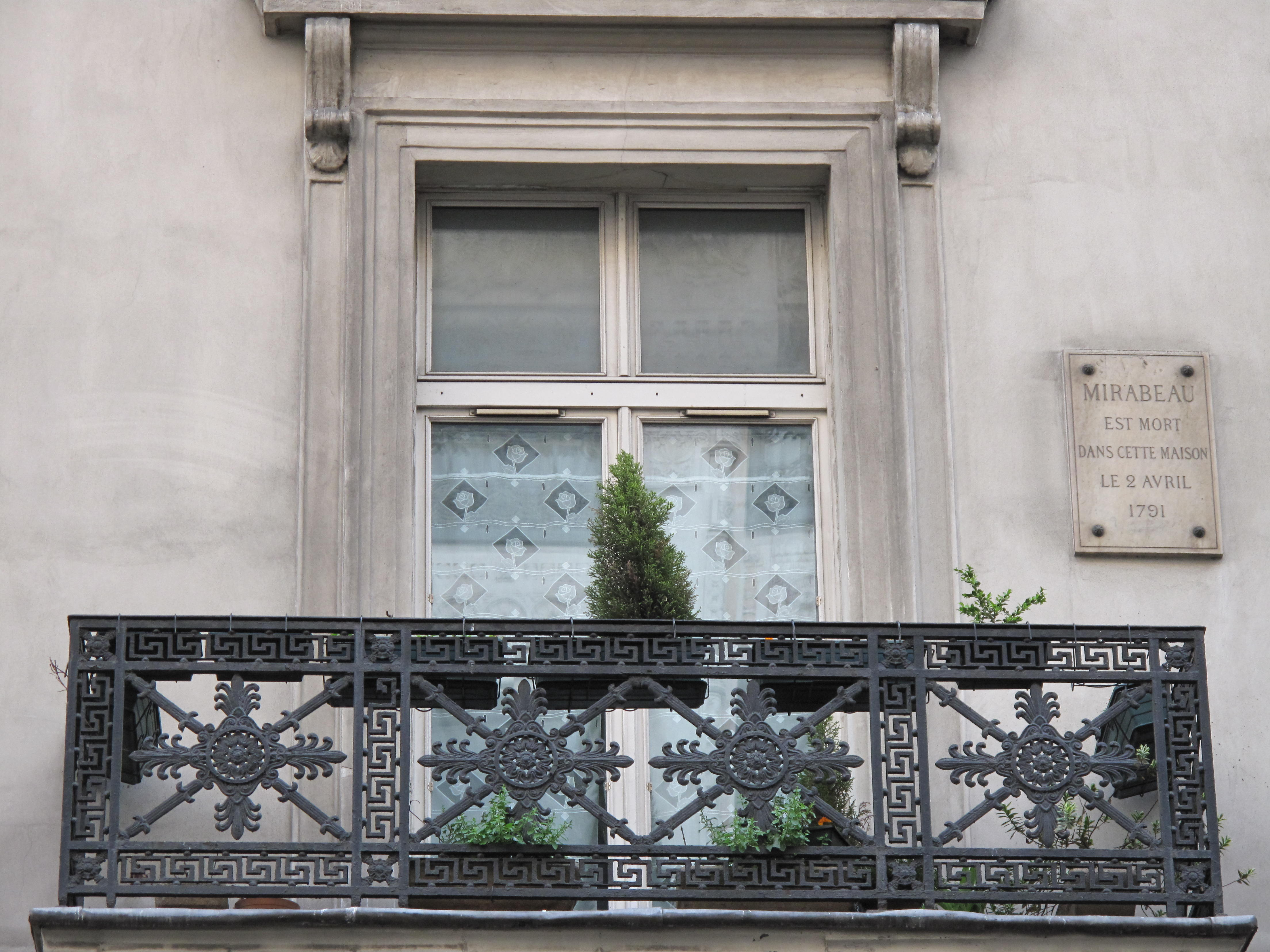
Das Haus in Paris, in dem Mirabeau starb

Honoré Gabriel Victor de Riqueti, Comte de Mirabeau, seit dem Tod des Vaters am 13. Juli 1789 Marquis de Mirabeau (* 9. März 1749 in Le Bignon bei Nemours, Département Loiret; † 2. April 1791 in Paris), war ein französischer Politiker, Physiokrat, Schriftsteller und Publizist in der Zeit der Aufklärung. Er beteiligte sich an der Französischen Revolution und nahm bis zu seinem plötzlichen Tod einflussreiche Positionen ein.

## Leben
Mirabeaus Vater war der französische Volkswirt (Physiokrat) und Schriftsteller Victor Riquetti, Marquis de Mirabeau. Sein jüngerer Bruder André Boniface Louis Riquetti de Mirabeau war ein königstreuer Oberst und Gegner der Revolution. Mit drei Jahren erkrankte Mirabeau an den Pocken, die Narben infolge der Erkrankung trug er zeitlebens im Gesicht. Von seinem Vater erhielt er weder Zuwendung noch finanzielle Unterstützung und ging als junger Mann zum Militär.
Während seines Rechtsstudiums an der Universität von Aix-en-Provence machte Mirabeau unter anderem die Bekanntschaft von Jean-Étienne-Marie Portalis, einem der künftigen Redakteure des Code civil. Er wohnte seit 1771 in Paris, wo er 1772 Marie Emilie de Marignane heiratete. Auf Anzeige seines Vaters wurde er von Ludwig XV. von seinen Besitzungen verbannt.
1774 forderte sein Vater, um „ihn auf den rechten Weg zu bringen“, seine Einkerkerung im Château d’If vor Marseille, wo er ein knappes Jahr einsaß. Um ihn der Kontrolle seiner Gläubiger zu entziehen, ließ ihn sein Vater mehrmals in den Donjon von Schloss Vincennes einsetzen und verbrachte ihn schließlich ins Château de Joux im Jura. Hier erbat Mirabeau beim Gouverneur einige Male Hafturlaub und begab sich bei diesen Gelegenheiten nach Pontarlier, wo er anlässlich der Feierlichkeiten zur Krönung von Ludwig XVI. Marie Thérèse de Monnier kennenlernte, die mit einem fünfzig Jahre älteren Marquis verheiratet war. Mirabeau und de Monnier verliebten sich ineinander und flüchteten in die Schweiz. Er wurde wegen Entführung und Ehebruchs in Abwesenheit zum Tode verurteilt und 1777 wiederum verhaftet. Es gelang ihm, sein Todesurteil annullieren zu lassen. Er musste aber bald wieder ins Exil gehen, nachdem er sich in einen Prozess zwischen seinen Eltern eingeschaltet hatte. Vom Januar 1786 bis zum Januar 1787 hielt er sich zweimal für mehrere Monate in Potsdam und Berlin auf. Danach hielt er sich in Holland auf, wo er in Amsterdam Freimaurer wurde. Später zog er nach London.
Während der Anfangszeit der Französischen Revolution war Mirabeau Abgeordneter und Wortführer des Dritten Standes in den Generalständen und Mitglied im Zirkel der Gesellschaft der Dreißig. Die Adelsversammlung der Provence hatte es abgelehnt, ihn zur Wahl als Mitglied des zweiten Standes zuzulassen, da es ihm an einem Lehen fehlte, so dass er in Aix-en-Provence und Marseille für den dritten Stand zur Wahl stand. Schon bei der Eröffnung der Generalstände veröffentlichte er eine eigene unzensierte Zeitung, das Journal des Etats-Généraux. Am 30. November 1790 wurde er für vier Wochen zum Präsidenten des Pariser Jakobinerklubs gewählt. Vom 29. Januar bis zum 14. Februar 1791 fungierte er als Präsident der verfassunggebenden Nationalversammlung.

## Tod
Mirabeau, der am 27. März 1791 letztmals an einer Sitzung der Konstituante teilgenommen hatte, starb am 2. April 1791. Viele Zeitgenossen, darunter auch Jean Paul Marat, glaubten, dass Mirabeau einem Giftmord zum Opfer fiel. Für seinen verhältnismäßig frühen Tod im Alter von 42 Jahren werden aber heutzutage eher sein ausschweifender Lebenswandel und die erlittenen Haftzeiten verantwortlich gemacht.
Er wurde nach einer Zeremonie in der Kirche Saint-Eustache als einer der ersten mit einem Staatsbegräbnis im Panthéon beigesetzt.
Nach dem Sturz der Monarchie am 10. August 1792 und der Entdeckung eines Tresors am 20. November 1792 in den Tuilerien, der die privaten Papiere Ludwigs XVI. enthielt, kamen die engen Verbindungen Mirabeaus zum Königshof ans Tageslicht. Daraufhin beschloss der Nationalkonvent am 27. November 1793 die Entfernung von Mirabeaus sterblichen Überresten aus dem Panthéon und ordnete darüber hinaus an, dass gleichzeitig der Leichnam Jean-Paul Marats dorthin zu überführen sei; ausgeführt wurde der Beschluss am 21. September 1794.
Die Angaben zum weiteren Schicksal von Mirabeaus Leichnam nach dessen Entfernung aus dem Panthéon differieren:
Nach einer Darstellung sei er zunächst auf dem Friedhof von St-Étienne-du-Mont bestattet, 1798 dann auf Betreiben von Mirabeaus Schwester exhumiert und in ein nicht mehr lokalisierbares Pariser Massengrab verbracht worden.
Nach anderer Darstellung ist der Leichnam nach der Entfernung aus dem Panthéon auf dem Friedhof Sainte-Catherine im Faubourg Saint-Marcel am Rande der Umfassungsmauer ohne Bezeichnung der Grabstelle bestattet worden. Im Sommer 1797, also während des Direktoriums, hätten dann der Rat der 500 und der Rat der Alten die Rückführung in das Panthéon beschlossen. Dieser Beschluss habe jedoch nicht mehr umgesetzt werden können, weil der Leichnam unauffindbar gewesen sei.
Trotz Nachforschungen im Jahre 1889 zur Jahrhundertfeier der Revolution wurde der Leichnam Mirabeaus bis heute nicht gefunden.

## Politisches und literarisches Werk
Wie andere Aufklärer stellte Mirabeau die britische konstitutionelle Monarchie mit der Bill of Rights als Vorbild für ein anzustrebendes Gesellschaftsmodell dar. Zu seinen Vorstellungen einer zivilisierten Gesellschaft gehörte auch die jüdische Emanzipation. Das zeigte sich speziell in seinem 1786 erschienenen Essay Über Moses Mendelssohn und die bürgerliche Besserstellung der Juden. Darin verwendet sich der Atheist Mirabeau für den gläubigen Juden und deutschen Aufklärer Mendelssohn, um ihn in Frankreich bekannt zu machen. Er behandelt dessen Werdegang und Verdienste, geht ein auf die Judenverfolgung in Europa und geißelt den Rassenhass als eine Perversion des Geistes. In der Quintessenz seines menschenrechtlichen Plädoyers heißt es:

„Gibt es keine natürlichen Rechte, die älter und heiliger sind als alle gesellschaftlichen Konventionen? Es könnte dem Menschengeschlecht nur zum Heil gereichen, wenn man den Unterschied zwischen Bürgern und Fremden endlich vergäße und in allen zuerst und vor allem den Menschen sähe.“

Bei den Wahlen zu den Generalständen im Mai 1789 wurde Mirabeau Abgeordneter des Dritten Standes. Aus der neuen Perspektive nach seinem Aufenthalt in England sah er den Adel und die Kirche als Haupthindernisse der Freiheit. Er war maßgeblich an der Abschaffung der Privilegien des Adels und an der Einziehung der Kirchengüter beteiligt. Einen an die Verfassung gebundenen König sah er aber weiterhin als notwendigen Bestandteil des politischen Systems an, war jedoch zunehmend skeptisch, was die Überlebenschancen der Monarchie anging. An seinem Todestag tätigte er diesbezüglich folgende Aussage: „Ich nehme das Leichentuch der Monarchie mit mir. Um ihre Überreste werden nun die Parteien streiten.“
Am 29. Januar 1791 wählten die Abgeordneten ihn zum Präsidenten der Nationalversammlung, womit er den Höhepunkt seiner Popularität erreichte. Diese erlitt allerdings einen Rückschlag, als seine engen Beziehungen zum König posthum bekannt wurden, den er insgeheim von Mai 1790 bis zu seinem Tode beraten hatte und von dem er seinen Lebensstil mit beträchtlichen Summen hatte finanzieren lassen. Konkret hatte der König die immensen Schulden Mirabeaus übernommen und diesem eine Monatsrente von 6.000 Livres zukommen lassen.
Parallel zu seinen politischen Aktivitäten fertigte der schriftstellerisch begabte Mirabeau im Verborgenen einige erotische Werke an, die bis heute einen großen Anklang finden. Als Le Rideau levé, ou l’Education de Laure (Der gelüftete Vorhang oder Lauras Erziehung) 1786 anonym erschien, hatte Mirabeau bereits ein abenteuerliches Leben hinter sich, das ihn mehrmals entweder hinter Gittern sah oder als gefeierten Redner im Gerichtssaal, wenn es galt, den eigenen, angeblich unschicklichen Lebenswandel zu verteidigen. Er konnte sich folglich keinen Ärger mehr leisten und entschied, seine erotischen Bücher nicht unter dem eigenen Namen zu veröffentlichen. Lauras Erziehung führt den Leser in die noch heile Welt der besseren Stände am Vorabend der Französischen Revolution. Das Buch schildert die Erziehung und das Leben eines jungen Mädchens von der ersten erotischen Begegnung bis zu Orgien, die detailliert beschrieben werden. Der Roman ist eines der freizügigsten erotischen Bücher der Aufklärung, mit dem Mirabeau für sexuelle Freiheit und Selbstbestimmung der Geschlechter plädiert sowie für die Notwendigkeit einer Verbindung zwischen geistiger mit körperlicher Liebe. Nur dadurch entsteht seiner Meinung nach das vollkommene Glück. Dieses Weltbild passt in das philosophische Selbstverständnis der Aufklärung, welches die größtmögliche Glückseligkeit der Menschen als Ideal sah. Lauras Erziehung wurde in mehrere Sprachen übersetzt und wird bis heute – auch in Deutschland – neu verlegt. Zu einem weiteren Klassiker der erotischen Literatur der Aufklärung wurde Hic-et-Haec (1798).

## Mirabeaus „Donnerkeil“

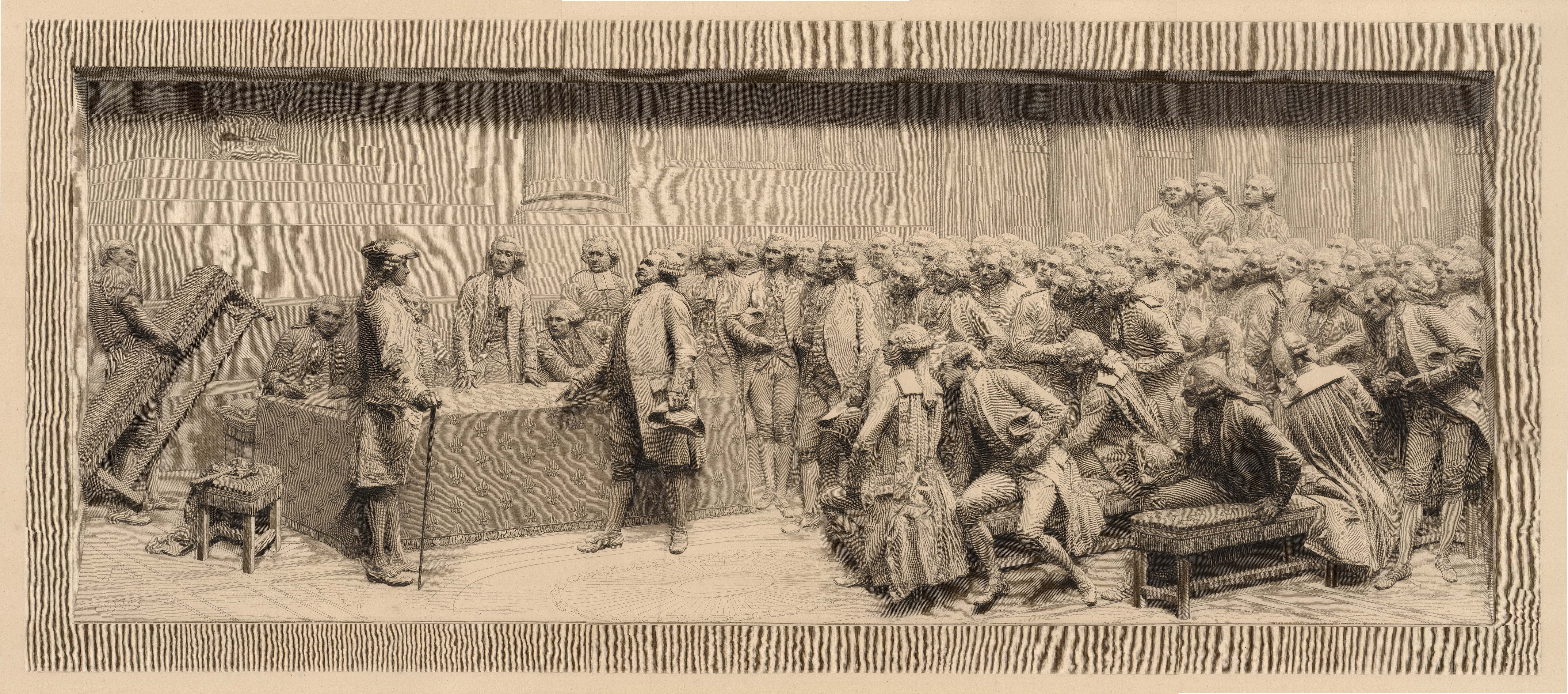
Mirabeaus Antwort an den Zeremonienmeister am 23. Juni 1789, Alphonse Lamotte nach Jules Dalou

Mirabeau ist unter anderem durch die Antwort bekannt geworden, mit der er am 23. Juni 1789 dem königlichen Zeremonienmeister eine Abfuhr erteilte, als dieser die Versammlung der Generalstände auflösen wollte.
Heinrich von Kleist schildert Mirabeaus Auftritt in seinem Essay Über die allmähliche Verfertigung der Gedanken beim Reden sehr anschaulich:

„(…) Mir fällt jener ‚Donnerkeil‘ des Mirabeau ein, mit welchem er den Zeremonienmeister abfertigte, der nach Aufhebung der letzten monarchischen Sitzung des Königs am 23ten Juni, in welcher dieser den Ständen auseinanderzugehen anbefohlen hatte, in den Sitzungssaal, in welchem die Stände noch verweilten, zurückkehrte, und sie befragte, ob sie den Befehl des Königs vernommen hätten? ‚Ja‘, antwortete Mirabeau, „wir haben des Königs Befehl vernommen“ – ich bin gewiß, daß er, bei diesem humanen Anfang, noch nicht an die Bajonette dachte, mit welchen er schloß: ‚ja, mein Herr‘, wiederholte er, ‚wir haben ihn vernommen‘ – man sieht, daß er noch gar nicht recht weiß, was er will. ‚Doch was berechtigt Sie‘ – fuhr er fort, und nun plötzlich geht ihm ein Quell ungeheurer Vorstellungen auf – ‚uns hier Befehle anzudeuten? Wir sind die Repräsentanten der Nation.‘ – Das war es, was er brauchte! ‚Die Nation gibt Befehle und empfängt keine‘ – um sich gleich auf den Gipfel der Vermessenheit zu schwingen. ‚Und damit ich mich ihnen ganz deutlich erkläre‘ – und erst jetzo findet er, was den ganzen Widerstand, zu welchem seine Seele gerüstet dasteht, ausdrückt: ‚So sagen Sie Ihrem Könige, daß wir unsere Plätze anders nicht, als auf die Gewalt der Bajonette verlassen werden.‘ – Worauf er sich, selbstzufrieden, auf einen Stuhl niedersetzte.(…)“

## Ehrungen
Am 2. April 1999 wurde der Asteroid (8169) Mirabeau nach ihm benannt.

## Schriften im französischen Original
- Essai sur le despotisme. 1776.
- De la monarchie prussienne sous Frédéric le Grand. (dt.: Von der preußischen Monarchie unter Friedrich dem Großen) 1788. (Digitalisate: Band I – Band II – Band III – Band IV/1 – Band IV/2 – Band V – Band VI – Band VII)
- Lettres de cachet et des prisons d’ état. 1778 (Digitalisat)
- Ma Conversion ou le Libertin de qualité. (dt.: Meine Bekehrung oder der Lebemann von Format) 1783.
- Considérations sur l’ordre de Cinncinatus ou imitation d’un pamphlet anglo-américain. (dt.: Des Grafen von Mirabeau Sammlung einiger philosophischen und politischen Schriften, die vereinigten Staaten von Nordamerica betreffend.) 1784.
- Le rideau levé. (dt.: Der gelüftete Vorhang oder Lauras Erziehung), 1786.
- Histoire secrète de la cour de Berlin. (dt.: Geheime Geschichte des Berliner Hofes oder Briefwechsel des Grafen von Mirabeau) 1787.
- Dénonciation de l’agiotage. 1787.
- Aux Bataves sur le Stoudhoudérat. 1788 (archive.org).
- Lettres à Sophie. (1792) (Digitalisate: Band I – Band II – Band III)
- Hic-et-H(a)ec. (1798) (Digitalisat).

## Schriften in deutscher Übersetzung
- H. Fritsche (Hrsg.): Ausgewählte Reden Mirabeaus. Weidmann, Berlin 1884.
  - Erstes Heft: Reden aus dem Jahre 1789, 1. Auflage (Digitalisat).
  - Erstes Heft: Reden aus dem Jahre 1789, 2. Auflage (archive.org).
- Nachrichten über verschiedene teutsche Völker, die von ihren Fürsten nach America geschickt worden sind.  O. V., o. O. 1778 (archive.org).
- Der gelüftete Vorhang oder Lauras Erziehung. 1786 (gutenberg.org Digitalisat).
- Ueber Moses Mendelssohn – Ueber die bürgerliche Verbesserung der Juden, und insbesondere über die zum Besten derselben im Jahr 1753 in England vorgefallene Veränderung. Friedrich Maurer, Berlin 1787 (digitale-sammlungen.de Digitalisat).
- Schreiben an Friedrich Wilhelm II. itzt regierenden König von Preussen, am Tage seiner Thronbesteigung. O. V., Paris 1787 (digitale-sammlungen.de Digitalisat).
- Des Grafen von Mirabeau Sammlung einiger philosophischen und politischen Schriften, die vereinigten Staaten von Nordamerica betreffend. In die deutsche Sprache übersetzt von Johann Brahl. Lagarde & Friedrich, Berlin/Libau 1787 (babel.hathitrust.org Digitalisat).
- Geheime Geschichte des Berliner Hofes oder Briefwechsel des Grafen von Mirabeau. O..V., Rotterdam 1789 (Digitalisat).
- Mirabeau's Leben und Selbstgeständnisse. Friedrich Gotthold Jacobäer, Leipzig 1790 (Digitalisat).
- Briefe des Grafen von Mirabeau an einen Freund in Deutschland. Geschrieben in den Jahren 1786, 1787, 1788, 1789, 1790. O. V., o. O. 1792 (Digitalisat).
- Von der preußischen Monarchie unter Friedrich dem Großen. O. V., Braunschweig / Leipzig 1793–1794 (Digitalisate: Band I – Band II – Band III – Band IV).
- Briefwechsel zwischen dem Grafen von Mirabeau und dem Fürsten A. v. Arenberg, Grafen von der Mark, während der Jahre 1789, 1790 und 1791, enthaltend die Geschichte der geheimen Verbindung Mirabeau’s mit dem französischen Hofe nebst allen sich hierauf beziehenden Aktenstücken. Mayer und Flatau, Brüssel/Leipzig 1851–1854 (Digitalisate: Band I – Band II – Band III).
- Erotika Biblion. In die deutsche Sprache übersetzt von Paul Hansmann. Hyperion, Berlin 1919 (Digitalisat).
- Johanna Fürstauer (Hrsg.): Ausgewählte Schriften. In zwei Bänden. Merlin, Hamburg 1989, ISBN 3-87536-016-8.
- Meine Bekehrung oder der Lebemann von Format. Eine amouröse Beichte. In die deutsche Sprache übersetzt von Bernhard Thieme. Eulenspiegel, Berlin 1991, ISBN 3-359-00497-3.
- Hic & Hec oder die Stufenleiter der Wollust. In die deutsche Sprache übersetzt von Eberhard Wesermann. Area, Erftstadt 2004, ISBN 3-89996-278-8.

## Filmische Darstellung
Im Monumentalspielfilm Die Französische Revolution (1989) wird Mirabeau von Peter Ustinov dargestellt.

## Literarische Darstellungen
- Anonym: Friedrich und Mirabeau. Ein Dialog im Elysium. O. V., o. O. 1793 (Digitalisat).
- Robert Martin Lesuire: Mirabeau’s erstes Abenteuer. In die deutsche Sprache übersetzt von Michael Kosmeli. Bernhard Körner, Frankfurt am Main 1800 (Digitalisat).
- Adolph Görling: Mirabeau in Nancy. In: Charivari, Nr. 267 (= 12. November 1847), S. 4257–4264 (Digitalisat); Charivari, Nr. 268 (= 19. November 1847), S. 4273–4278 (Digitalisat); Charivari, Nr. 269 (= 26. November 1847), S. 4289–4293 (Digitalisat).
- Ernst Benjamin Salomo Raupach: Mirabeau. Historisches Drama in fünf Akten und einem Vorspiel. Vereins-Buchhandlung, Berlin 1850 (Digitalisat).